# Хилкер, Франк
Франк Хилкер (нем. Frank Hilker; род. 1969, Билефельд, Северный Рейн-Вестфалия, ФРГ) — государственный и политический деятель Германии. Член Социал-демократической партии Германии. С 1 ноября 2020 года является бургомистром Детмольда.

## Биография
После окончания средней школы в Билефельд-Хипене, прошел стажировку в качестве выпускника по административным вопросам в городе Билефельд. Затем изучал бизнес-администрирование в Академии администрирования и бизнеса. С 2015 года работал казначеем в городе Детмольде. На местных выборах в Северном Рейне-Вестфалии в 2020 году одержал победу над Йоргом Теланером и Штеффеном Штельцером в первом туре с 54,86 % голосов избирателей, и таким образом, был избран мэром города Детмольд.

## Политическая деятельность
Во время предвыборной кампании выступал за принятие пакета консультационных услуг для семей и для этой цели основал Familien.Info.Treff (F.I.T).

## Личная жизнь
Женат, имеет двух взрослых дочерей.